# Medal olimpijski

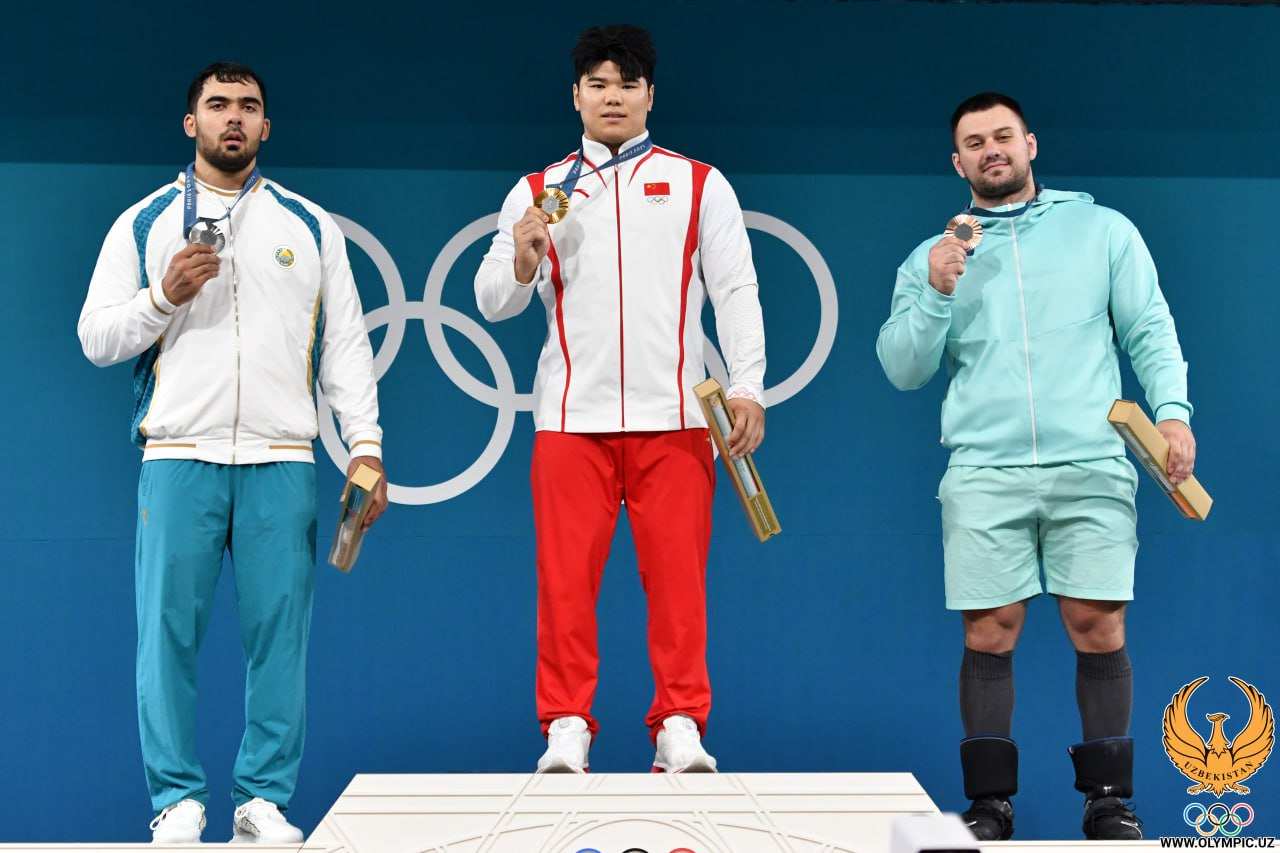
Udekorowani medalami sztangiści na LIO 2024 w Paryżu

Medal olimpijski – wyróżnienie przyznawane zwycięzcy oraz zdobywcom drugiego i trzeciego miejsca podczas igrzysk olimpijskich w postaci medalu zaprojektowanego i wykonanego na tę imprezę. Medale przyznaje się od pierwszych igrzysk w Atenach; do roku 1948 przyznawano również medale olimpijskie w Olimpijskim Konkursie Sztuki i Literatury.

## Historia

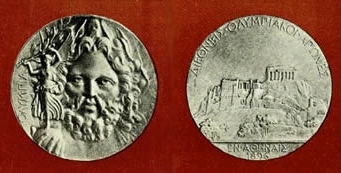
Srebrny medal olimpijski z LIO 1896 w Atenach

Od pierwszych Letnich Igrzysk Olimpijskich w Atenach (1896) aż do Igrzysk Olimpijskich w 1928 r. w Amsterdamie wszystkie medale wręczane były podczas ceremonii zamknięcia igrzysk. Podczas igrzysk w Atenach medale przyznawano tylko dwóm pierwszym zawodnikom w każdej konkurencji: zwycięzca otrzymywał medal srebrny i gałązkę oliwną, zdobywca drugiego miejsca medal brązowy. Złote medale przyznano po raz pierwszy podczas III Igrzysk Olimpijskich w St Louis w roku 1904. Od Zimowych Igrzysk Olimpijskich w Grenoble (1968) na medalu widnieje nazwa dyscypliny, w której został przyznany. Od Igrzysk Olimpijskich w Rzymie (1960) medale wiesza się na szyjach sportowców; wcześniej, od igrzysk II Olimpiady (1900) medale przypinano do piersi zawodników.
Do roku 1924 (włącznie) medale były projektowane odrębnie na każde igrzyska, przy czym medale z roku 1900 z Paryża miały nietypowy kształt – prostokątny awers i rewers. Natomiast od igrzysk w Amsterdamie (1928) na długo przyjął się projekt, którego autorem był florencki artysta Giuseppe Cassioli – głównym motywem awersu była siedząca (z lewej strony patrzącego) bogini zwycięstwa z wieńcem laurowym w prawej i gałązkami palmy w lewej dłoni, amfora, stadion i aktualne napisy: numeracja olimpiady, miejsce i rok igrzysk. Rewers przedstawiał niesionego na ramionach triumfatora zawodów. Ponadto różnicami w poszczególnych latach były także parametry (wielkość medalu). Istotna zmiana nastąpiła dopiero na Igrzyskach Olimpijskich w Monachium. Rewers odtąd był w gestii organizatora zawodów, w Monachium zaprojektował go niemiecki artysta szkoły Bauhaus, Gerhard Marcks, a przedstawiał on Dioskurów. Projekt z Amsterdamu zaadaptowano w całości także w Los Angeles w roku 1984. Awers medalu do roku 2000 (Sydney) wykorzystywał motywy z roku 1928, znaczące różnice trzeba odnotować w przypadku medalu z Barcelony (1992), gdzie pozostała tylko bogini z laurem i palmą i gdzie po raz pierwszy na awersie umieszczono olimpijskie koła. Awers z Sydney choć nawiązywał do stałych elementów, to także istotnie różnił się od projektu Cassioliego. Pierwsze igrzyska rozegrane w XXI wieku przyniosły także zmianę awersu medalu olimpijskiego. Skrzydlata Nike zstępująca na stadion trzymająca gałązkę palmy to teraz centralna postać krążka, nad nią olimpijskie koła, w tle widoczny jest też Akropol z Partenonem, co ma symbolizować jedność starożytnej i nowożytnej idei greckiego olimpizmu. Zaprojektowany przez Elenę Votsi wygląd awersu od igrzysk w Atenach (2004) na letnich igrzyskach obowiązuje nadal. Projekt rewersu nadal pozostaje do dyspozycji aktualnego organizatora zawodów.

## Wygląd medalu
Projekt medalu leży w gestii komitetu organizującego poszczególne igrzyska, przy czym musi być zaaprobowany przez Międzynarodowy Komitet Olimpijski. Medal olimpijski musi mieć co najmniej 60 mm średnicy i 3 mm grubości. Medale zawieszone są na szarfie.
- Medal za pierwsze miejsce jest wykonany ze srebra i pokryty co najmniej 6 gramami czystego złota; srebro użyte do medalu złotego i srebrnego musi być próby 925–1000. Koszt materiałów złotego medalu to ok. 494 dolary, a srebrnego 260[3].
- Medal brązowy wykonany jest ze stopu miedzi, cyny i cynku. Koszt materiałów medalu brązowego przyznawanego podczas Zimowych Igrzysk Olimpijskich w Vancouver wynosił 3 dolary[3].
- Za miejsca 1–8 przyznaje się dyplomy.

Większą dowolność pozostawiono medalom zimowych igrzysk olimpijskich zarówno pod względem kształtu, jak i surowca. I tak medale igrzysk w Albertville były wykonane ze szkła; rewers każdego egzemplarza medalu ZIO w Vancouver jest niepowtarzalny, aczkolwiek oparty na tych samych motywach zwierzęcych orki i kruka.

## Medale Igrzysk paralimpijskich
Złote, srebrne i brązowe medale olimpijskie wręcza się także zwycięzcy oraz zdobywcom drugiego i trzeciego miejsca podczas Igrzysk paralimpijskich, a wagę, wzornictwo i skład medali określa Międzynarodowy Komitet Paralimpijski. Na paraolimpiadę w Londynie w 2012 medale zaprojektowała Lin Cheung, mają one 85 mm średnicy i ważą 375g-400 g.